# Kumiko, the Treasure Hunter
Pour les articles homonymes, voir Kumiko.
Pour plus de détails, voir Fiche technique et Distribution.
Kumiko, the Treasure Hunter est un film dramatique américain coécrit par les frères Nathan et  David Zellner, réalisé par David Zellner et sorti en 2014. 

## Liminaire
L'histoire du film est basée sur la légende urbaine entourant la mort de Takako Konishi (en) en 2001, décédée d'une hypothermie en périphérie de Detroit Lakes, au Minnesota. La Japonaise était à la recherche de l'argent de la rançon qui était enterré dans la neige dans le film Fargo de Joel Coen (sorti en 1996). En réalité, Takako Konishi s'est suicidée.

## Synopsis
Une Japonaise est convaincue qu'un sac d'argent enterré et perdu dans le film Fargo des frères Coen  existe en réalité bel et bien. Avec une carte du trésor sommairement dessinée et une préparation limitée, elle échappe à sa vie structurée de Tokyo et se lance dans une quête imprudente à travers la toundra du Minnesota pour se rendre à Fargo à la recherche de cette fortune mythique.

## Fiche technique
- Titre original : Kumiko, the Treasure Hunter
- Titre français : Kumiko, the Treasure Hunter
- Réalisation : David Zellner
- Scénario : David Zellner, Nathan Zellner
- Photographie : Sean Porter
- Montage : Melba Jodorowsky
- Musique : The Octopus Project
- Pays d'origine : États-Unis
- Langue originale : anglais
- Format : couleur
- Genre : dramatique
- Durée : 104 minutes
- Dates de sortie :
  - États-Unis : 20 janvier 2014 (Festival du film de Sundance)
  - Allemagne : 8 février 2014 (Festival international du film de Berlin)

## Distribution
- Rinko Kikuchi : Kumiko
- Nobuyuki Katsube : Sakagami
- Kanako Higashi (ja) : Michi
- Ichi Kyokaku : Library Security Guard
- Ayaka Ohnishi (ja) : Chieko (Young Office Girl)
- Mayuko Kawakita : Ms. Kanazaki
- Asami Tano : Office Lady
- Nathan Zellner : Robert
- David Zellner : Deputy